# Garikoitz Bravo
Garikoitz Bravo Oiarbide (Lazkao, 31 juli 1989) is een voormalig Spaans wielrenner die vooral reed voor Baskische ploegen zoals Euskaltel-Euskadi.

## Carrière
In 2009 werd hij achter Aser Estévez tweede op het nationale kampioenschap tijdrijden voor beloften. Wel won hij het Baskische kampioenschap.
In 2011 werd Bravo prof toen zijn ploeg Caja Rural een procontinentale licentie kreeg. In de Ronde van het Baskenland 2011 maakte hij zijn debuut in de World Tour. Hierin kon hij geen indruk maken en eindigde op plek 129 in het algemeen klassement.
In het seizoen 2013 maakte hij deel uit van de World Tour-ploeg Euskaltel Euskadi. Nadat die ploeg ermee stopte tekende Bravo een contract voor één seizoen bij het Portugese Efapel-Glassdrive. Zijn beste resultaat in Portugese dienst was een achtste plaats in het eindklassement van de Ronde van Alentejo.
In 2015 keerde hij terug naar Spanje en ging rijden voor het nieuw opgerichte Murias Taldea. Namens die ploeg won hij het bergklassement van de Ronde van Castilië en León en werd hij onder meer vijfde in het eindklassement van de Ronde van Asturië en achtste in de Prueba Villafranca de Ordizia.

## Overwinningen
2011
Bergklassement Ronde van de Toekomst
2015
Bergklassement Ronde van Castilië en León

## Resultaten in voornaamste wedstrijden
| Jaar | Ronde van Italië | Ronde van Frankrijk | Ronde van Spanje |
| ---- | ---------------- | ------------------- | ---------------- |
| 2013 |                  |                     |                  |
| 2014 |                  |                     |                  |
| 2015 |                  |                     |                  |
| 2016 |                  |                     |                  |
| 2017 |                  |                     |                  |
| 2018 |                  |                     | 116e             |
| 2019 |                  |                     |                  |

| Jaar | Milaan-San Remo | Gent-Wevelgem | Ronde van Lombardije | Clásica San Sebastián |  | Wereldranglijsten |
| ---- | --------------- | ------------- | -------------------- | --------------------- |  | ----------------- |
| 2013 | 98e             | opgave        | opgave               |                       |  | 170e (UWT)        |
| 2014 |                 |               |                      |                       |  |                   |
| 2015 |                 |               |                      |                       |  |                   |
| 2016 |                 |               |                      |                       |  |                   |
| 2017 |                 |               |                      |                       |  |                   |
| 2018 |                 |               |                      | opgave                |  |                   |
| 2019 |                 |               |                      | 70e                   |  |                   |

## Ploegen
- 2010 –  Caja Rural
- 2011 –  Caja Rural
- 2012 –  Caja Rural
- 2013 –  Euskaltel Euskadi
- 2014 –  Efapel-Glassdrive
- 2015 –  Murias Taldea
- 2016 –  Euskadi Basque Country-Murias
- 2017 –  Euskadi Basque Country-Murias
- 2018 –  Euskadi Basque Country-Murias
- 2019 –  Euskadi Basque Country-Murias
- 2020 –  Fundación-Orbea
- 2021 –  Euskaltel-Euskadi